# آنا كسباريان
آناهيت ميساك «آنا» كسباريان (بالأرمنية: Անահիտ Միսաք Գասպարեան) (ولدت في 7 يوليو عام 1986) كاتبة ومنتجة أمريكية لبرنامج الأخبار على الإنترنت ذا يونغ توركس، حيث بدأت عملها كمنتجة للبرنامج عام 2007. وبدأت منذ عام 2012 تقديمها للبرنامج وظهرت في النسخة المتلفزة من البرنامج على قناة «كيرنت تي في».

## حياتها
ولدت آنا كسباريان في مدينة لوس أنجلوس بولاية كاليفورنيا، وهي ابنة مهاجرين من أرمينيا. عايش آباء أجدادها الإبادة الجماعية الأرمنية التي ارتكبها الأتراك عام 1915. ترعرعت كسباريان في حي ريسيدا بمدينة لوس أنجلوس. وقد عاشت طفولتها وهي تتحدث اللغة الأرمينية كلغتها الأم.

## وصلات خارجية
- TYT Network
- آنا كسباريان على موقع IMDb (الإنجليزية)
- آنا كسباريان على موقع قاعدة بيانات الفيلم (الإنجليزية)